# Пушкарі (Якшур-Бодьїнський район)
Пушкарі́ (рос. Пушкари, удм. Пушкар) — присілок в Якшур-Бодьїнському районі Удмуртії, Росія.
Населення — 351 особа (2010; 364 в 2002).
Національний склад (2002):
- удмурти — 83 %

## Історія
Присілок засновано 1865 року. 1931 року в ньому створено артіль «Молот», яка займалась виготовленням саней та ковальськими роботами. В 2004-2005 роках присілок був газифікований.

## Урбаноніми[4]
- вулиці — Ключова, Лучна, Молодіжна, Нова, Польова, Удмуртська, Центральна